# Studena (obwód Chaskowo)
Studena (bułg. Студена) – wieś położona w południowej Bułgarii, w obwodzie Chaskowo, w gminie Swilengrad. Według danych szacunkowych Ujednoliconego Systemu Ewidencji Ludności oraz Usług Administracyjnych dla Ludności, 15 grudnia 2018 roku miejscowość liczyła 472 mieszkańców.
Studena znajduje się w górzystym terenie, w południowo-wschodniej części góry Sakar.
Dawniej miejscowość nazywała się Soudżak, nazwa ta pochodzi od języka tureckiego i oznacza „zimno”, również obecna bułgarska nazwa miejscowości oznacza „zimna”.
We wsi znajduje się żeński katolicki klasztor wybudowany w XIX wieku.